# チャクリー王朝
チャクリー王朝（チャクリーおうちょう）は、1782年（タイ仏暦2325年）、ラーマ1世によって興されたタイの現・王朝。首都がバンコクにあるためバンコク王朝、あるいは、王宮が運河とチャオプラヤー川に囲まれたラッタナーコーシン島にあることからラッタナーコーシン王朝（ラタナコーシン王朝とも表記される）という別名もある。現在まで続く王朝で、現在のラーマ10世を含めて、10代の歴代王が名を連ねる。チャクリーとは、ラーマ1世の高貴な称号である。

## 歴史

### ラーマ1世
ビルマから侵入したコンバウン王朝に取って代わりトンブリー王朝がタイを掌握すると、各地に軍閥のような勢力が力を付けてきた。華人のマハー・カサットスック公爵（後のラーマ1世）もそのような中の一人であった。トンブリー朝の王・タークシンはその圧倒的なカリスマ性と軍事力で何とかタイ全国を維持していた。しかし、タークシン王は晩年、精神に異常をきたし、そのカリスマ性にかげりが見え始める。その中で、官吏のサン伯爵がタークシン王を寺に幽閉し、自分が摂政に就任。これはマハー・カサットスック公爵がカンボジアの遠征の途上であった。サンカブリー伯爵はついで王位をもねらったが、急報を受けて帰還したマハー・カサットスック公爵によって摂政から降ろされた。

チャクリー王朝のエンブレム。 スダルシャナ（ヴィシュヌの力の象徴である円盤状の武器・チャクラム）の中にあるトリシューラ（シヴァが持つ三叉戟）

ラーマ1世はトンブリー王朝下でも破格の出世を遂げ、タイ史を通して滅多に与えられることのなかった公爵の位を受けた。そのカリスマ性はタークシンに負けず劣らずで、サンカブリー伯爵による反乱軍を制した後、官吏らに推挙され王位に就いたとされる。ここにチャクリー王朝は成立した。前王タークシンはラーマ1世に処刑されトンブリー王朝は滅亡した。
この王朝の体制は絶対王政であるとされるが、実際に王の威光が及んでいる地域はバンコクとその周辺地域のみであった。地方政治は中央に忠誠を誓う地方の豪族・あるいは中央の派遣知事に任ぜられ、その行政は実質野放し状態であった。

### ラーマ2世・3世・4世
ラーマ2世、ラーマ3世は詩人であり、ラーマ4世（モンクット王）は仏教改革者あるいは西洋に門戸を開いたという功績がある。一方この時代、王は何十人もの妻と子供を持っていたため、王族の数が多くなり、権力は分散してしまった。中央政府では貴族の権力が強大で、戦時中以外は王の権力が一般に弱かった。王の特権は富と文化の中心であることだけだった。特にこの時代、有力貴族のブンナーク家が王族との婚姻により大きな力を付け、本来王が行うはずの王の承認まで口出しするようになった。

### ラーマ5世
ラーマ5世（チュラーロンコーン大王）は王権と国力を高めるため、近代化政策である「チャクリー改革」を行った。西洋を手本に国内の交通・通信を整え、中央政権支配の基礎を整えた。この時代、ラオス・カンボジアと南部の一部をそれぞれフランス・イギリスの植民地となった。残った領土を死守するため、タイを中央集権国家にすることを決め、各地の王を廃止し、各県を中央政府の支配下に置いた。一方、中央にはびこっていたブンナーク家は奴隷解放などの政策により財力を失い、官僚制導入によって、行政的な意味での支配力をほぼ失った。ラーマ5世は自ら文武官吏の長となって、貴族政治から離れた絶対王政をほぼ完全に実現した。

### ラーマ6世
ラーマ6世（ワチラーウット王）は父王が築いた絶対王権によりやりたい放題だった。チャクリー王朝史上初めての留学生であった。愛国精神を強調し、財政の続く限りスアパー団（青年自警団）などの愛国主義に満ちた無意味な浪費を続けたため、官僚の不信感が高まった。華人系のチャクリー王朝はラーマ5世の代まで中国風の姓「鄭」を名乗り、優遇された華人が暴利を貪っていた。これに対し、ラーマ6世はこの華人優遇政策を一転し、論文『東洋のユダヤ人』を著して華人を批判した。一方で華人のタイへの同化を計り、属地主義を導入した。また、後継者を残すことを重要視せず結果として王位継承を複雑にしてしまったという問題もあった。こうした意見もある一方で事実としてタイの軍隊の近代化に高等教育の実施、省庁の整備など財政面以外での内政の評価は依然高く、見方によって評価が分かれる君主である。

### ラーマ7世
ラーマ7世（プラチャーティポック王）も留学により、より新しい西洋の教育を受けていた。このため、ラーマ5世、6世が「民主主義はタイの風土に合わない」と述べていたのとは異なり、民主主義には元来積極的であった。治世中にはラーマ6世の財政浪費が祟り、官僚の大幅な人員整理を行ったため、ラーマ6世時代から集積する官僚の鬱憤が次第に高まっていった。そのため、本格的な民主主義を実現しようと、憲法を公募し、その草案に加筆した上で発表しようとしたが、発表直前に残存していた王族勢力の猛反対に遭い、憲法布告をあきらめた。これを見た官僚勢力は猛烈に反発し、官僚のプラディットマヌータム男爵は陸軍勢力の陸軍大佐パホンポンパユハセーナー伯爵、 陸軍少佐ピブーンソンクラーム男爵と共同でタイ立憲革命を起こした。これにより、チャクリー王朝の絶対王政は崩壊した。

### ラーマ8世
その後のチャクリー王朝の王は単なる傀儡として扱われた。ラーマ8世時にはその権威は完全に失墜し、太平洋戦争中には、日本との友好象徴として祭り上げられた。その後ラーマ8世は戦後、謎の変死を遂げることとなった。

### ラーマ9世
後継のラーマ9世は憲法の枠内での立憲君主として振る舞い、国王の権威を大きく回復した。即位してから20年続いた摂政時代には特に目立った行動はなかったものの、1992年の政変「暗黒の5月事件」の時には、当事者のスチンダー・クラープラユーンとチャムロン・シームアンの調停役を行った。このときの様子はテレビで放映され、当事者2人が国王の前に泣きながらひざまずいている姿は、国民に「タイ国王ここにあり」と見せしめ、一部では政治介入に危惧する声はあるものの、国王の評価が非常に上がり国民に尊敬されるチャクリー史上初めての国王らしい王となった。

### ラーマ10世
2016年10月13日のラーマ9世崩御後、1ヶ月半ほどの空位を経て、12月1日にラーマ10世が即位した。
2020年代に入ると学生らの間に、それまでタブー視されてきた王室批判や王室改革を求めるデモ活動と称した革命活動が一時期活発になったが、次第に勢いは沈下し、事態を重く見た王室がより一層公務を行うようになったため、一部の精鋭化した活動家を除き事態は収拾に向かいつつある。

## 歴代王
| 代 | 肖像 | 国王                                              | 在位の開始           | 戴冠式                                        | 在位の終了            |
| -- | ---- | ------------------------------------------------- | -------------------- | --------------------------------------------- | --------------------- |
| 1  |      | プッタヨートファーチュラーローク 大王 (ラーマ1世) | 1782年4月6日         | 1782年6月10日 (1回目) 1785年 (2回目)          | 1809年9月7日 (27年)   |
| 2  |      | プッタルートラーナパーライ (ラーマ2世)            | 1809年9月7日         | 1809年9月17日                                 | 1824年7月21日 (14年)  |
| 3  |      | チェーサダーボーディン (ラーマ3世)                | 1824年7月21日        | 1824年8月1日                                  | 1851年4月2日 (26年)   |
| 4  |      | モンクット 大王 (ラーマ4世)                       | 1851年4月2日         | 1851年5月15日                                 | 1868年10月1日 (17年)  |
| 5  |      | チュラーロンコーン 大王 (ラーマ5世)               | 1868年10月1日        | 1868年11月11日 (1回目) 1873年11月16日 (2回目) | 1910年10月23日 (42年) |
| 6  |      | ワチラーウット (ラーマ6世)                        | 1910年10月23日       | 1910年11月11日 (1回目) 1911年11月28日 (2回目) | 1925年11月26日 (15年) |
| 7  |      | プラチャーティポック (ラーマ7世)                  | 1925年11月26日       | 1926年2月25日                                 | 1935年3月2日 (9年)    |
| 8  |      | アーナンタマヒドン (ラーマ8世)                    | 1935年3月2日         | —                                             | 1946年6月9日 (11年)   |
| 9  |      | プーミポン・アドゥンヤデート 大王 (ラーマ9世)     | 1946年6月9日         | 1950年5月5日                                  | 2016年10月13日 (70年) |
| 10 |      | ワチラーロンコーン (ラーマ10世)                   | 2016年10月13日 (8年) | 2019年5月4日                                  |                       |

## 副王
チャクリー王朝には他のインドシナの上座部仏教国同様、副王（ウパラージャ）の制度があった。以下にチャクリー王朝期における副王を挙げる。副王から国王になったのはラーマ2世ただ一人で、副王の周りには反国王派などのたまり場となることが多く弊害が多かった（たとえば、ワンナー事件など）。そのためラーマ5世時を最後に任命されなくなった。同時に、西洋を真似て摂政と王太子の制度が導入された。

### 副王
| 代 | 肖像 | 副王                 | 在位期間      | 在位期間      |
| -- | ---- | -------------------- | ------------- | ------------- |
| 1  |      | スラシンハナート     | 1782年        | 1803年11月3日 |
| 2  |      | イッサラスントーン   | 1806年        | 1809年9月7日  |
| 3  |      | セーナーヌラック     | 1809年9月7日  | 1817年7月16日 |
| 4  |      | サックディポンセープ | 1824年7月21日 | 1832年5月1日  |
| 5  |      | ピンクラオ           | 1851年5月25日 | 1866年1月7日  |
| 6  |      | ウィチャイチャーン   | 1868年10月2日 | 1885年8月28日 |

### 副王代理
| 代 | 肖像 | 副王代理               | 在位期間 | 在位期間       |
| -- | ---- | ---------------------- | -------- | -------------- |
| 1  |      | アヌラックテーウェート | 1785年   | 1806年12月20日 |

## 王太子
| 代 | 肖像 | 王太子             | 在位期間       | 在位期間       |
| -- | ---- | ------------------ | -------------- | -------------- |
| 1  |      | ワチルンナヒット   | 1886年1月14日  | 1894年1月4日   |
| 2  |      | ワチラーウット     | 1894年1月20日  | 1910年10月23日 |
| 3  |      | ワチラーロンコーン | 1972年12月28日 | 2016年10月13日 |

## 摂政
| 肖像                                         | 摂政                                                   | 在位期間       | 在位期間       | 注意 |
| -------------------------------------------- | ------------------------------------------------------ | -------------- | -------------- | --- |
| チュラーロンコーン国王 (ラーマ5世)           |                                                        |                |                | |
| シースリヤウォン                             | シースリヤウォン公爵                                   | 1868年10月1日  | 1873年11月16日 | 国王が成人するまで王務を代理 |
| サオワパーポーンシー                         | サオワパーポーンシー王妃                               | 1897年4月7日   | 1897年12月16日 | 国王のヨーロッパ視察中に王務を代理 |
| ラーマ6世                                    | ワチラーウット王太子                                   | 1907年3月27日  | 1907年11月17日 | 国王のヨーロッパ視察中に王務を代理 |
| ワチラーウット国王 (ラーマ6世)               |                                                        |                |                | |
| ラーマ7世                                    | スコータイ公 プラチャーティポック サックディデート王子 | 1925年         | 1925年11月25日 | 国王の病気の間に任命された |
| プラチャーティポック国王 (ラーマ7世)         |                                                        |                |                | |
| ボリパット                                   | ナコーンサワン公 ボリパットスクッムパン王子            | 1932年4月9日   | 1932年5月8日   | 国王の夏休み期間中に任命された |
| ナリッサラー                                 | ナリッサラーヌワッティウォン公 ジットジャラン王子      | 1934年1月12日  | 1935年3月2日   | 国王不在時の王務代理 |
| アーナンタマヒドン国王 (ラーマ8世)           |                                                        |                |                | |
| オスカルヌティット                           | アヌワットチャートゥロン公 オスカルヌティット王子      | 1935年3月2日   | 1935年8月12日  | 摂政評議会議長。在任中に死去 |
| アーティットティッパアーパー                 | アーティットティッパアーパー王子                       | 1935年3月2日   | 1944年7月31日  | 摂政評議会議議長(1935年8月12日 - )。辞任 |
| ヨムマラート                                 | ヨムマラート侯爵                                       | 1935年3月2日   | 1938年12月30日 | 在任中に死去 |
| サイアムの摂政の旗                           | ウィッチャイェーンヨーティン侯爵                       | 1935年8月21日  | 1942年7月21日  | 在任中に死去 |
| プリーディー                                 | プラディットマヌータム男爵                             | 1941年12月16日 | 1945年12月20日 | 国王が帰国したため辞職 |
| プーミポン・アドゥンヤデート国王 (ラーマ9世) |                                                        |                |                | |
| タイの摂政の旗                               | スターマウィニトチャイ子爵                             | 1946年6月9日   | 1946年6月16日  | 臨時摂政 |
| タイの摂政の旗                               | ノンラーチャスワット伯爵                               | 1946年6月9日   | 1946年6月16日  | 臨時摂政 |
| タイの摂政の旗                               | サグアン・チュータテーミー                             | 1946年6月9日   | 1946年6月16日  | 臨時摂政 |
| ランシット                                   | チャイナート公 ランシットプラユーラサック王子          | 1946年6月16日  | 1947年11月7日  | 国王は大学に戻るため、二人の摂政評議会を任命 |
| マーナワラーチャセーウィー                   | マーナワラーチャセーウィー伯爵                         | 1946年6月16日  | 1947年11月7日  | 国王は大学に戻るため、二人の摂政評議会を任命 |
| タイの枢密院バッジ                           | 枢密院                                                 | 1947年11月9日  | 1949年6月23日  | 1. チャイナート公ランシットプラユーラサック王子 2. ピッタヤラープルティヤーゴン公ターニーニワット王子 3. アディゾーンウドムサッグ公アロンゴット王子 4. マーナワラーチャセーウィー伯爵 5. アドゥンデートチャラット男爵 からなる                                                                     |
| ランシット                                   | チャイナート公 ランシットプラユーラサック王子          | 1949年6月23日  | 1950年3月24日  | 戴冠式のため国王が帰国したため一時辞職 |
| ランシット                                   | チャイナート公 ランシットプラユーラサック王子          | 1950年6月5日   | 1951年3月17日  | 在任中に死去 |
| ターニーニワット                             | ピッタヤラープルティヤーゴン公 ターニーニワット王子    | 1951年3月12日  | 1952年12月19日 | 国王が帰国したため辞職 |
|                                              | シリキット王妃                                         | 1956年10月22日 | 1956年11月5日  | 国王の出家中 |
| シーナカリン                                 | シーナカリン王太后                                     | 1959年12月18日 | 1959年12月21日 | 国王と王妃のベトナム訪問 |
| シーナカリン                                 | シーナカリン王太后                                     | 1960年2月9日   | 1960年2月16日  | 国王と王妃のインドネシア訪問 |
| シーナカリン                                 | シーナカリン王太后                                     | 1960年3月2日   | 1960年3月5日   | 国王と王妃のビルマ連邦への訪問 |
| シーナカリン                                 | シーナカリン王太后                                     | 1960年6月14日  | 1960年11月8日  | 国王と王妃のアメリカ合衆国・ヨーロッパ訪問 |
| シーナカリン                                 | シーナカリン王太后                                     | 1962年3月11日  | 1962年3月22日  | 国王と王妃のパキスタン訪問 |
| シーナカリン                                 | シーナカリン王太后                                     | 1962年6月20日  | 1962年6月27日  | 国王と王妃のマラヤ連邦訪問 |
| シーナカリン                                 | シーナカリン王太后                                     | 1962年8月17日  | 1962年9月13日  | 国王と王妃のニュージーランド・オーストラリア訪問 |
| ターニーニワット                             | ピッタヤラープルティヤーゴン公 ターニーニワット王子    | 1963年5月27日  | 1963年6月8日   | 国王と王妃の日本国・中華民国訪問 |
| ターニーニワット                             | ピッタヤラープルティヤーゴン公 ターニーニワット王子    | 1963年7月9日   | 1963年7月14日  | 国王と王妃のフィリピン訪問 |
| シーナカリン                                 | シーナカリン王太后                                     | 1964年9月12日  | 1964年10月6日  | 国王と王妃のコンスタンティノス2世とアンナ＝マリア王妃の結婚式のためのギリシャ王国訪問とオーストリア訪問 |
| シーナカリン                                 | シーナカリン王太后                                     | 1966年7月15日  | 1966年9月1日   | 国王と王妃のイギリス訪問 |
| シーナカリン                                 | シーナカリン王太后                                     | 1967年4月23日  | 1967年4月30日  | 国王と王妃のイラン帝国訪問 |
| シーナカリン                                 | シーナカリン王太后                                     | 1967年6月6日   | 1967年6月24日  | 国王と王妃のアメリカ合衆国・カナダ訪問 |
| ワチラーロンコーン国王 (ラーマ10世)          |                                                        |                |                | |
| プレーム                                     | プレーム・ティンスーラーノン大将                       | 2016年10月13日 | 2016年12月1日  | 2016年10月13日にラーマ9世が崩御したことに伴い、ワチラーロンコーン王太子が王位を継承するまでの間、憲法の規定に従って枢密院議長であるプレームが暫定摂政として国王の職務を一時的に代行した。その後、ワチラーロンコーン王太子が12月1日に「ラーマ10世」として即位の宣誓をしたため、暫定摂政を退任した。 |

## 王室の財産
| 順位 | 継承資格者 | 継承資格者                   | タイ          | 爵位                             | 分家     | 性別 | 生年月日/現年齢 | 生年月日/現年齢 | 現国王から見た続柄  |
| ---- | ---------- | ---------------------------- | ------------- | -------------------------------- | -------- | ---- | --------------- | --------------- | ------------------- |
| 1位  |            | ティパンコーンラッサミチョト | ทีปังกรรัศมีโชติ   |                                  | マヒドン | 男性 | 2005年4月29日   | 20歳            | 第7子（第1王子）    |
| 2位  |            | パッチャラキッティヤパー     | พัชรกิติยาภา     | ラーチャサリニーシリパット女公   | マヒドン | 女性 | 1978年12月7日   | 46歳            | 第1子（第1王女）    |
| 3位  |            | シリワンナワーリー           | สิริวัณณวรี       |                                  | マヒドン | 女性 | 1978年12月7日   | 38歳            | 第6子（第2王女）    |
| 4位  |            | シリントーン                 | สิรินธร         | テープラッタナラーチャスダー女公 | マヒドン | 女性 | 1955年4月2日    | 70歳            | 王妹/ラーマ9世第3子 |
| 5位  |            | チュラポーン                 | จุฬาภรณวลัยลักษณ์ | スリーサワーンカワット女公       | マヒドン | 女性 | 1957年7月4日    | 68歳            | 王妹/ラーマ9世第4子 |

## 分家

### 太上王家
| トンディー太上王 | トンディー太上王   | トンディー太上王 | トンディー太上王                    |
| 代               | 姓                 | タイ             | 家祖                                |
| ---------------- | ------------------ | ---------------- | ----------------------------------- |
| 1                | ナリンタラーングン | นรินทรางกูร        | トンチーン王子 ナリンロンナレート公 |
| 2                | テープハッサディン | เทพหัสดิน          | ターン王子 テープハリラック公       |
| 3                | モントリーグン     | มนตรีกุล           | チュイ王子 ピタックモントリー公     |
| 4                | イサラーングン     | อิศรางกูร          | ゲート王子 イサラーヌラック公       |
| 5                | ナリンタラグン     | นรินทรกุล          | グ王女 ナリンタラテーウィー女公     |
| 6                | チェーサダーングン | เจษฎางกูร         | ラー王子 チャクチェサダー公         |

### 国王家
| ラーマ1世国王 | ラーマ1世国王    | ラーマ1世国王 | ラーマ1世国王                         |
| 代            | 姓               | タイ          | 家祖                                  |
| ------------- | ---------------- | ------------- | ------------------------------------- |
| 1             | インタラーングン | อินทรางกูร      | タップティッム王子 インタラピピット公 |
| 2             | タップパグン     | ทัพพะกุล        | タップ王子 チットパックディー公       |
| 3             | スリヤグン       | สุริยกุล         | スリヤー王子 ラームイサレット公       |
| 4             | チャタグン       | ฉัตรกุล         | チャト王子 スリンタララック公         |
| 5             | プンブン         | พึ่งบุญ          | ガイソーン様                          |
| 6             | ダーラーゴン     | ดารากร        | ダーラーゴン王子 スリーステップ公     |
| 7             | ドゥアンチャク   | ดวงจักร        | ドゥアンチャク王子 ナロンハリラック公 |
| 8             | スタット         | สุทัศน์          | スタット王子 ガイソーンウィシット公   |

| ラーマ2世国王 | ラーマ2世国王        | ラーマ2世国王 | ラーマ2世国王                                     |
| 代            | 姓                   | タイ          | 家祖                                              |
| ------------- | -------------------- | ------------- | ------------------------------------------------- |
| 1             | マーラーグン         | มาลากุล        | マハーマーラー王子 バムラープポラパック公         |
| 2             | アーポーングン       | อาภรณ์กุล       | アーポーン王子                                    |
| 3             | グルアイマイ         | กล้วยไม้        | グルアイマイ王子 スントーンティボディー公         |
| 4             | グスマー             | กุสุมา          | グスマー王子 セッブスントーン公                   |
| 5             | デーチャーティウォン | เดชาติวงศ์      | マン王子 デーチャーディソーン公                   |
| 6             | ハノムワン           | พนมวัน         | ハノムワン王子 ピピットポックプーベン公           |
| 7             | グンチョン           | กุญชร          | グンチョン王子 ピタックテーウェト公               |
| 8             | レーヌナン           | เรณุนันทน์       | れーヌー王子                                      |
| 9             | ニヤミット           | นิยมิศร         | ニアム王子                                        |
| 10            | ティンナゴン         | ทินกร          | ティンナゴン王子 プワネットナリンタラリット公     |
| 11            | パイトゥン           | ไพฑูรย์         | パイトゥン王子 サニットナレーン公                 |
| 12            | マハーグン           | มหากุล         | トー王子 マヒッサワリンタラーマレート公           |
| 13            | ワッチャリーウォン   | วัชรีวงศ์        | ガラーン王子 テーウェトワッチャリン公             |
| 14            | チュムセーン         | ชุมแสง         | チュムセーン王子 サップパシンプリーチャー公       |
| 15            | サニットウォン       | สนิทวงศ์        | ヌウム王子 ウォンサーティラートサニット公         |
| 16            | モラゴット           | มรกฏ          | モラゴット王子 サティトサターポン公               |
| 17            | ニンララット         | นิลรัตน์         | ニンララット王子 アロンゴットキットプリーチャー公 |
| 18            | アルンウォン         | อรุณวงศ์        | アルンウォン王子 ウォーラサックダーピサーン公     |
| 19            | ガピットター         | กปิตถา         | ガピットター王子 プバンボーリーラック公           |
| 20            | プラーモート         | ปราโมช        | プラーモート王子 ウォーラチャクタラーヌパップ公   |

| ラーマ3世国王 | ラーマ3世国王    | ラーマ3世国王 | ラーマ3世国王                                   |
| 代            | 姓               | タイ          | 家祖                                            |
| ------------- | ---------------- | ------------- | ----------------------------------------------- |
| 1             | シリウォン       | ศิริวงศ์         | シリウォン王子 マタヤーピタック公               |
| 2             | ゴーメン         | โกเมน         | ゴーメン王子 チェターティベン公                 |
| 3             | カネーチョン     | คเนจร         | ゴーメン王子 アマレンタラバディン公             |
| 4             | ゴンロット       | งอนรถ         | ゴンロット王子                                  |
| 5             | ラダーワン       | ลดาวัลย์        | ラダーワン王子 プミンタラパックディー公         |
| 6             | チュムサーイ     | ชุมสาย         | チュムサーイ王子 ラッチャシハウィグロッム公     |
| 7             | ピヤーゴン       | ปิยากร         | ピアック王子                                    |
| 8             | ウライポン       | อุไรพงศ์        | ウライ王子 アトゥンラヤラックサナソッムバット公 |
| 9             | アンノップ       | อรรณพ         | アンノップ王子 ウドッムラッタナラースリー公     |
| 10            | ラムヨーン       | ลำยอง         | ラムヨーン王子                                  |
| 11            | スバン           | สุบรรณ         | スバン王子 プワナイナルベンタラピバーン公       |
| 12            | シンハラー       | สิงหรา         | シンハラー王子 ボディンタラハイサーンソーポン公 |
| 13            | チョムプーネット | ชมพูนุช         | チョムプーネット王子 チャルンポンプンサワット公 |

| ラーマ4世国王 | ラーマ4世国王      | ラーマ4世国王 | ラーマ4世国王                                                     |
| 代            | 姓                 | タイ          | 家祖                                                              |
| ------------- | ------------------ | ------------- | ----------------------------------------------------------------- |
| 1             | チャガパン         | จักรพันธุ์        | チャートゥロンラッサミー王子 チャガパットディポン公               |
| 2             | パーヌパン         | ภาณุพันธุ์        | パヌランスリーサワーンウォン王子 パヌパントゥウォンウォラデット公 |
| 3             | チトラポン         | จิตรพงศ์        | ジットジャラン王子 ナリッサラーヌワッティウォン公                 |
| 4             | ノッパウォン       | นพวงศ์         | ノッパウォン王子 マへスワンシワウィラート公                       |
| 5             | スプラディト       | สุประดิษฐ์       | スプラディト王子 ウィサヌナートニパトン公                         |
| 6             | キサダーゴン       | กฤดากร        | キサダーピニハーン王子 ナレートウォラリット公                     |
| 7             | カッカナーン       | คัคณางค์        | カッカナーンカユコン王子 ピチットプリーチャーゴン公               |
| 8             | スックサワット     | ศุขสวัสดิ        | スックサワットディー王子 アディソーンウドッムデート公             |
| 9             | タウィーウォン     | ทวีวงศ์         | タウィータワンヤラップ王子 プタレートタムロンサック公             |
| 10            | トンヤイ           | ทองใหญ่        | トンゴンゴーンヤイ王子 プラチャクシンラパーゴッム公               |
| 11            | ガセームサン       | เกษมสันต์       | ガセームサンソーパーク王子 ポッムワラヌラック公                   |
| 12            | ガマラート         | กมลาศน์        | ガマラートルーサン王子 ラチャサックサモソン公                     |
| 13            | ガセームスリー     | เกษมศรี        | ガセームスリースパヨック王子 ティワゴンウォンプラワット公         |
| 14            | スリータワット     | ศรีธวัช         | スリーシットティトンチャイ王子 シリタットチャサンガート公         |
| 15            | トンテーム         | ทองแถม        | トンテームタワンヤウォン王子 サッパサートスパキット公             |
| 16            | チュムポン         | ชุมพล          | チュムポンソッムポート王子 サッパシットティプラソン公             |
| 17            | テーワグン         | เทวกุล         | テーワンウタイウォン王子 テーワウォンワローパガーン公             |
| 18            | サワットディグン   | สวัสดิกุล        | サワットディプラワット王子 ソマタアモンパン公                     |
| 19            | チャンタラタット   | จันทรทัต        | チャンタラタットチュターターン王子 ウィウィトワンナプリーチャー公 |
| 20            | チャヤーングン     | ชยางกูร        | チャイヤーヌシット王子 ポンサーディソンマヒッブ公                 |
| 21            | ウォラワン         | วรวรรณ        | ワラワナーコーン王子 ナラーティッププラパンポン公                 |
| 22            | ディサグン         | ดิศกุล          | ディッサワラグマーン王子 ダムロンラーチャーヌパープ公             |
| 23            | ソーパーン         | โสภางค์        | スリーサオワパーン王子                                            |
| 24            | ソーナグン         | โสณกุล         | ソーナバンディト王子 ピタヤラーブプルティタダー公                 |
| 25            | ワッタナウォン     | วัฒนวงศ์        | ワッタナーヌウォン王子 マルポンシリパット公                       |
| 26            | サワットディワット | สวัสดิวัตน์       | サワットディソーポン王子 サワットディワッダナウィシット公         |
| 27            | チャイヤン         | ไชยันต์         | チャイヤンタモンコン王子 マヒソーンラチャハルタイ公               |

| ラーマ5世国王 | ラーマ5世国王  | ラーマ5世国王 | ラーマ5世国王                                       |
| 代            | 姓             | タイ          | 家祖                                                |
| ------------- | -------------- | ------------- | --------------------------------------------------- |
| 1             | キティヤーゴン | กิติยากร        | キティヤーゴンウォララック王子 チャンタブリー公     |
| 2             | ラピーパット   | รพีพัฒน์         | ラピーパッタナサック王子 ラーチャブリー公           |
| 3             | プラウィト     | ประวิตร        | プラウィトワッタノドッム王子 プラーチーン公         |
| 4             | チラプラワット | จิรประวัติ       | チラプラワットウォラデート王子 ナコーンチャイシー公 |
| 5             | アーパーゴン   | อาภากร        | アーパーゴンキアッティウォン王子 チュムポーン公     |
| 6             | ボリパット     | บริพัตร         | ボリパットスクッムパン王子 ナコーンサワン公         |
| 7             | チャトチャイ   | ฉัตรชัย         | ブラチャトチャイヤーゴン王子 カムペーンペット公     |
| 7.1           | ブラチャト     | บุรฉัตร         | プレームブラチャト王子                              |
| 8             | ペンパット     | เพ็ญพัฒน์        | ペンパッタナポン王子 ピチャイ公                     |
| 9             | チャカポン     | จักรพงษ์        | チャカポンプーワナート王子 ピッサヌローク公         |
| 10            | ユコン         | ยุคล           | ユコンティカッムポン王子 ロッブリー公               |
| 11            | ウティチャイ   | วุฒิชัย          | ウティチャイチャルムラープ王子 シンハ公             |
| 12            | スリヨン       | สุริยง          | スリヨンプラユラポン王子 チャイヤー公               |
| 13            | ランシット     | รังสิต          | ランシットプラユーラサック王子 チャイナート公       |
| 14            | マヒドン       | มหิดล          | マヒドンアドゥンラデート太上王                      |
| 15            | チュタートゥト | จุฑาธุช         | チュタートゥトタラディロック王子 ペッチャブーン公   |

| ラーマ7世国王 | ラーマ7世国王              | ラーマ7世国王 | ラーマ7世国王              |
| 代            | 姓                         | タイ          | 家祖                       |
| ------------- | -------------------------- | ------------- | -------------------------- |
| 1             | サックディデート・パヌパン | ศักดิเดช ภาณุพันธุ์ | チラサックスプラパート王子 |

| ラーマ9世国王 | ラーマ9世国王        | ラーマ9世国王 | ラーマ9世国王          |
| 代            | 姓                   | タイ          | 家祖                   |
| ------------- | -------------------- | ------------- | ---------------------- |
| 1             | ウィワッチャラウォン | วิวัชรวงศ์       | ワチラーロンコーン国王 |
| 1.1           | ワチラーロンコーン   | วชิราลงกรณ์     | ワチラーロンコーン国王 |

### 副王家
| スラシンハナート副王 | スラシンハナート副王 | スラシンハナート副王 | スラシンハナート副王            |
| 代                   | 姓                   | タイ                 | 家祖                            |
| -------------------- | -------------------- | -------------------- | ------------------------------- |
| 1                    | アスニー             | อสุนี                  | アスニー王子 セーニーテップ公   |
| 2                    | サンカタット         | สังขทัต                | サンカタット王子 ナラヌシット公 |
| 3                    | パッタマシン         | ปัทมสิงห์               | ブアン王子                      |
| 4                    | ニーラシン           | นีรสิงห์                | ネン王子                        |

| セーナーヌラック副王 | セーナーヌラック副王 | セーナーヌラック副王 | セーナーヌラック副王                                |
| 代                   | 姓                   | タイ                 | 家祖                                                |
| -------------------- | -------------------- | -------------------- | --------------------------------------------------- |
| 1                    | イサラセーナー       | อิศรเสนา              | ポンイサレート王子 ガサットスリーサックディデート公 |
| 2                    | バンヨンガセーナー   | บรรยงกะเสนา          | プラヨン王子 ティべートボウォン公                   |
| 3                    | パヤックカセーナー   | พยัคฆเสนา             | スアン王子                                          |
| 4                    | プッマリン           | ภุมรินทร               | プッマリン王子                                      |
| 5                    | ランシセーナー       | รังสิเสนา              | ヤイ王子                                            |
| 6                    | サハーウット         | สหาวุธ                | チュムセーン王子                                    |
| 7                    | ユカントーン         | ยุคันธร                | ユカントーン王子 アナンタカーンリット公             |
| 8                    | シーサン             | สีสังข์                 | シーサン王子                                        |
| 9                    | ラチャニーゴン       | รัชนีกร                | ラチャニーゴン王子                                  |
| 10                   | ローンソン           | รองทรง               | ローンソン王子 シットティスクッムガーン公           |

| サックディポンセープ副王 | サックディポンセープ副王 | サックディポンセープ副王 | サックディポンセープ副王                    |
| 代                       | 姓                       | タイ                     | 家祖                                        |
| ------------------------ | ------------------------ | ------------------------ | ------------------------------------------- |
| 1                        | アヌチャサック           | อนุชศักดิ์                   | ヌット王子                                  |
| 2                        | ガムプー                 | กำภู                      | ガムプー王子                                |
| 3                        | ゲーサラー               | เกสรา                    | ゲーサラー王子 アーヌパープピサーンサック公 |
| 4                        | イサラサック             | อิศรศักดิ์                   | イサラーポン王子                            |
| 5                        | ナンティサック           | นันทิศักดิ์                   | ルアンカノーン王子                          |

| ピンクラオ二王 | ピンクラオ二王   | ピンクラオ二王 | ピンクラオ二王                                                |
| 代             | 姓               | タイ           | 家祖                                                          |
| -------------- | ---------------- | -------------- | ------------------------------------------------------------- |
| 1              | ナワラット       | นวรัตน          | ナオワラット王子 サティトタムロンサワット公                   |
| 2              | スターロッス     | สุธารส          | スターロッス王子                                              |
| 3              | トーサニー       | โตษะณีย์         | トーシニー王子                                                |
| 4              | ウォララット     | วรรัตน์          | ウォララット王子 ピサーンボウォンサック公                     |
| 5              | パーヌマート     | ภาณุมาศ         | パーヌマート王子                                              |
| 6              | ハッサディン     | หัสดินทร์         | ハッサディン王子 ボリラックナリンタラリット公                 |
| 7              | ナンタワン       | นันทวัน          | ナンタワン王子                                                |
| 8              | ユコンタラーノン | ยุคนธรานนท์      | ユコントーン王子                                              |
| 9              | チャルンロート   | จรูญโรจน์        | チャルンロートルアンスリー王子 チャラッスポーンパティパーン公 |
| 10             | プロムメート     | พรหมเมศ        | プロムメート王子                                              |
| 11             | サーイサナン     | สายสนั่น         | サーイサナン王子                                              |

| ウィチャイチャーン副王 | ウィチャイチャーン副王 | ウィチャイチャーン副王 | ウィチャイチャーン副王                                        |
| 代                     | 姓                     | タイ                   | 家祖                                                          |
| ---------------------- | ---------------------- | ---------------------- | ------------------------------------------------------------- |
| 1                      | ウィライウォン         | วิไลยวงศ์                | ウィライウォラウィラース王子                                  |
| 2                      | ガーンチャナウィチャイ | กาญจนวิชัย               | ガーンチャノパースラッサミー王子 チャンチャイボウォンヨット公 |
| 3                      | ラッチャニー           | รัชนี                    | ラッチャニーチェムチャラット王子 ピッタヤーロンゴン公         |
| 4                      | ガンラヤーナウォン     | กัลยาณวงศ์               | ガンラヤーナプラワット王子 ガウィスポットプリーチャー公       |
| 5                      | スタッサニー           | สุทัศนีย์                  | スタッサナニパトーン王子                                      |
| 6                      | ウォラウット           | วรวุฒิ                   | ウォラウットアーポーン王子                                    |
| 7                      | ルットチャウィチャイ   | รุจจวิชัย                 | ルチャーウォラチャウィー王子                                  |
| 8                      | ウィスットティ         | วิสุทธิ                   | ボウォンウィスット王子                                        |

### 副王代理家
| アヌラックテーウェート副王代理 | アヌラックテーウェート副王代理 | アヌラックテーウェート副王代理 | アヌラックテーウェート副王代理  |
| 代                             | 姓                             | タイ                           | 家祖                            |
| ------------------------------ | ------------------------------ | ------------------------------ | ------------------------------- |
| 1                              | パーラガウォン                 | ปาลกะวงศ์                       | パーン王子 ナラテーウェート公   |
| 2                              | セーニーウォン                 | เสนีย์วงศ์                        | デーン王子 セーニーボリラック公 |

## 王朝旗

国王旗
シリキット王太后旗
王妃旗
王太后旗
王太子旗
テープラッタナラーチャスダー女公旗
スリーサワーンカワット女公旗
王太子妃旗
国王の息子と兄弟旗
国王の娘と姉妹旗
摂政旗

### 王室旗

ワチラーロンコーン国王旗
シリキット王太后旗
シリントーン王女旗
チュラポーン王女旗
パッチャラキッティヤパー王女旗
シリワンナワリー王女旗
ティパンコーン王子旗
ウボンラット王女旗
ソームサワリー妃旗
シリパージュタポーン王女旗
アティッタヤトーン王女旗